# 蒙日廣場站
蒙日廣場站（法語：Place Monge）是巴黎地鐵的一個車站。蒙日廣場站開通於1930年2月15日，是巴黎地鐵7號線的車站之一，位於巴黎五區，拉丁區東部。蒙日廣場站有兩個出口。蒙日廣場站這個站名來自於蒙日廣場，而蒙日廣場則得名於教育家加斯帕爾·蒙日。

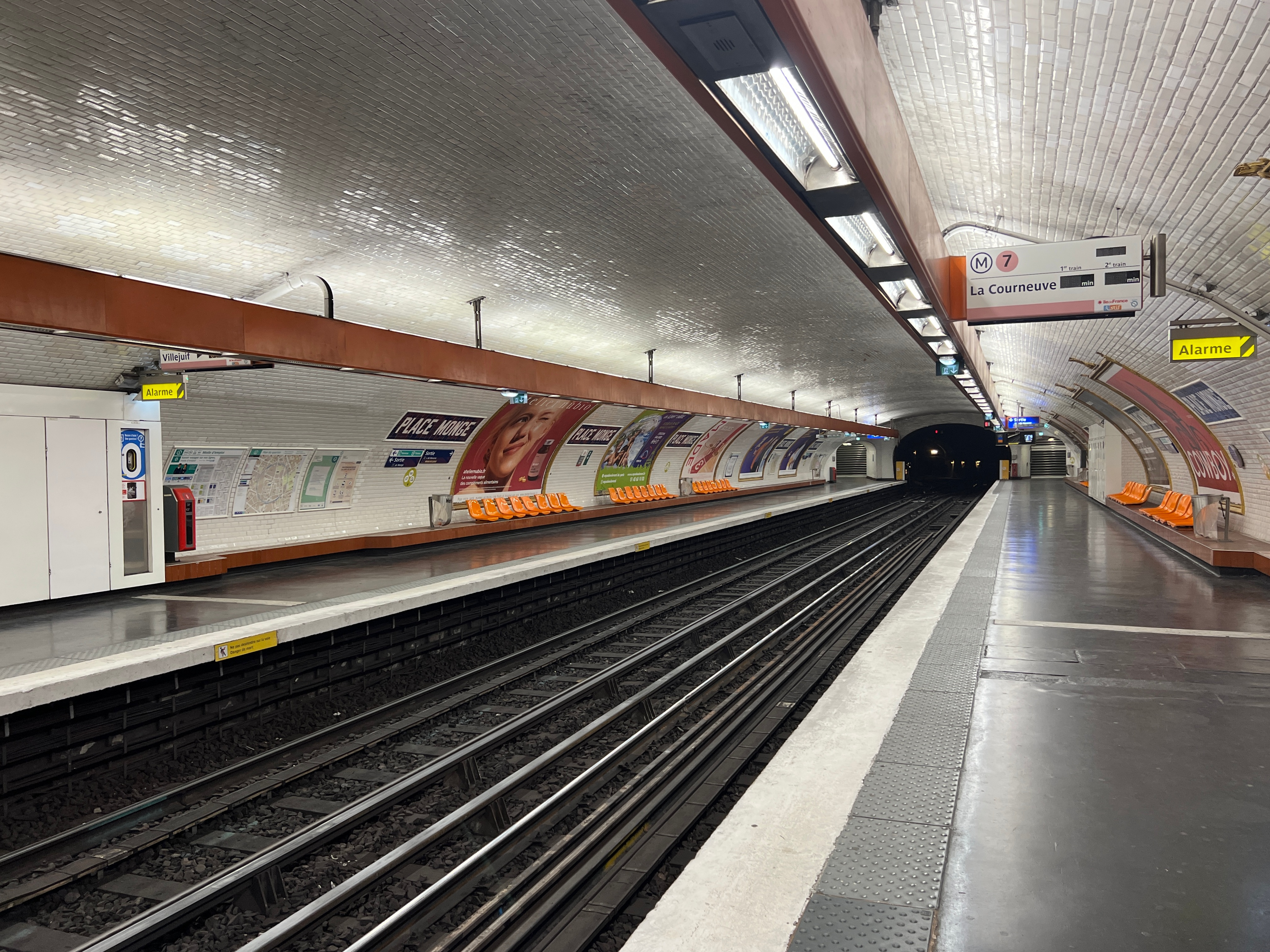
月台（2022年6月）

## 車站結構
| 街道      |                    |                                                |
| B1        | 連接層             |                                                |
| 7號線月台 | 側式月台，右側開門 | 側式月台，右側開門                             |
| 7號線月台 | 南行               | 往猶太城-路易·阿拉貢/伊夫里鎮（桑西埃-多邦頓） |
| 7號線月台 | 北行               | 往新庭-1945年5月8日（于修）                    |
| 7號線月台 | 側式月台，右側開門 |                                                |